# Кетерсхаузен
Кетерсхаузен (њем. Kettershausen) општина је у њемачкој савезној држави Баварска. Једно је од 52 општинска средишта округа Унтералгој. Према процјени из 2010. у општини је живјело 1.751 становника. Посједује регионалну шифру (AGS) 9778221.

## Географски и демографски подаци
Кетерсхаузен се налази у савезној држави Баварска у округу Унтералгој. Општина се налази на надморској висини од 540 метара. Површина општине износи 26,7 km². У самом мјесту је, према процјени из 2010. године, живјело 1.751 становника. Просјечна густина становништва износи 66 становника/km².